# Röplabda

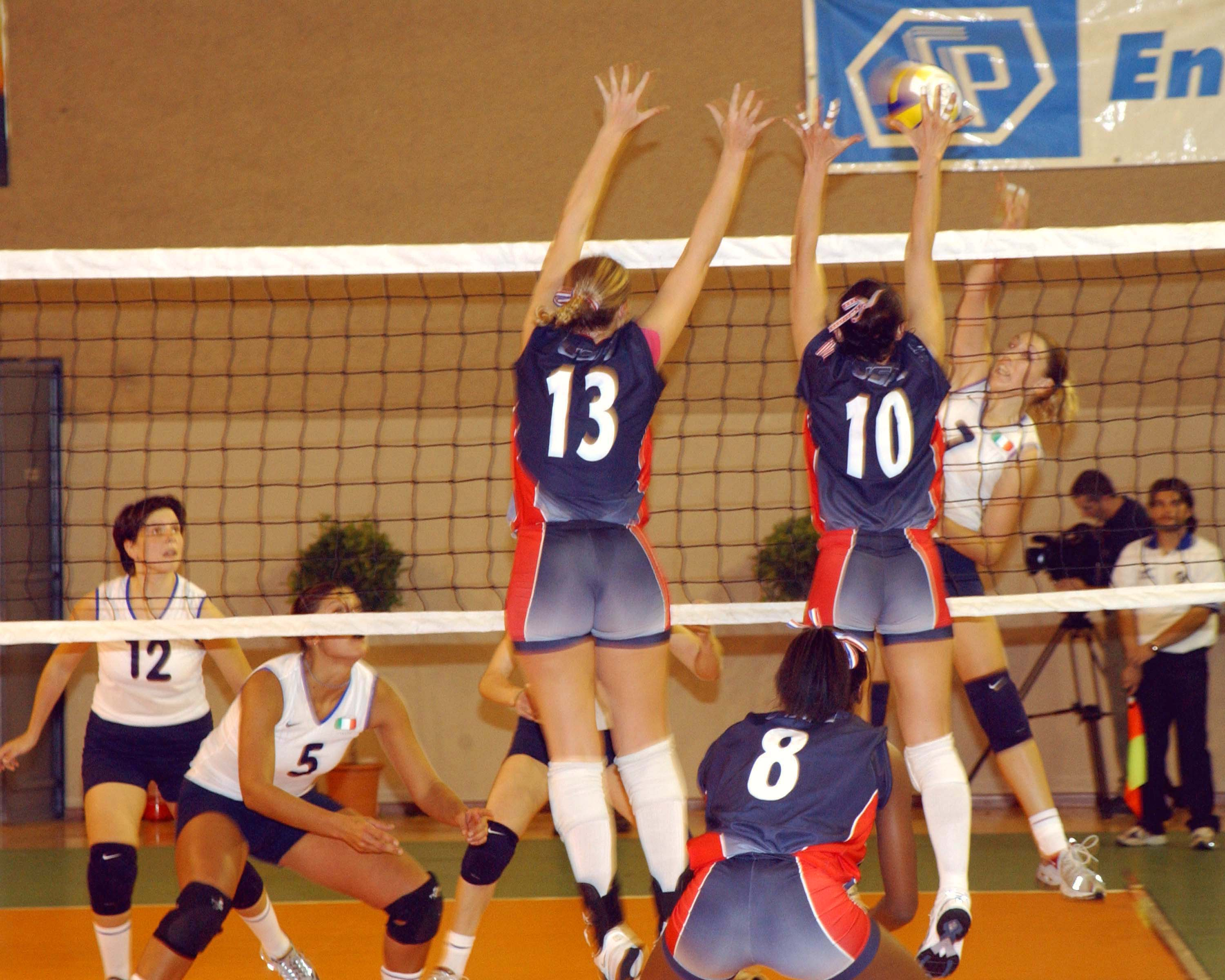
Női röplabda mérkőzés

A röplabda csapatsport, amelyet két, hat-hat főből álló, egymástól egy magas hálóval elválasztott csapat játszik egy labdával, amit főleg kézzel és karral (ritkábban más testrészekkel) érintve tartanak mozgásban a pálya légterében. Mindkét csapat háromszor érintheti meg a labdát (ebből a szempontból a sáncérintés nem számít), mielőtt továbbítja azt a másik térfélre. Pontot a következő helyzetek érnek: ha a labda földet ér az ellenfél térfelén, ha valamelyik csapat a vonalon kívülre üti a labdát, ha az ellenfél hibázik (büntetésben részesül), vagy ha a labda fennakad a hálón.
A nyári olimpiai játékok hivatalos programjában az 1964-es tokiói olimpia óta szerepel. A strandröplabda az 1996-os atlantai nyári olimpiai játékokon került be a programba. A nyári paralimpiai játékok programjában 1976 óta szerepel a röplabda adaptált változata, az ülőröplabda.
A röplabda igen aktív sport, különösen alkalmas rugalmas, gyors feladatok gyakorlására. Fejleszti a szem-kéz-koordinációt és az önuralmat is (ami ahhoz szükséges, hogy ne térjünk ki a felénk közeledő tárgyak – ez esetben a labda – útjából).
A röplabdának lehetnek negatív hatásai is. Ezek közé tartoznak az olyan fizikai sérülések, mint a bokaficam, térdproblémák (például patelláris ínhüvelygyulladás vagy ACL-szakadás) és vállproblémák. 

## A játék története

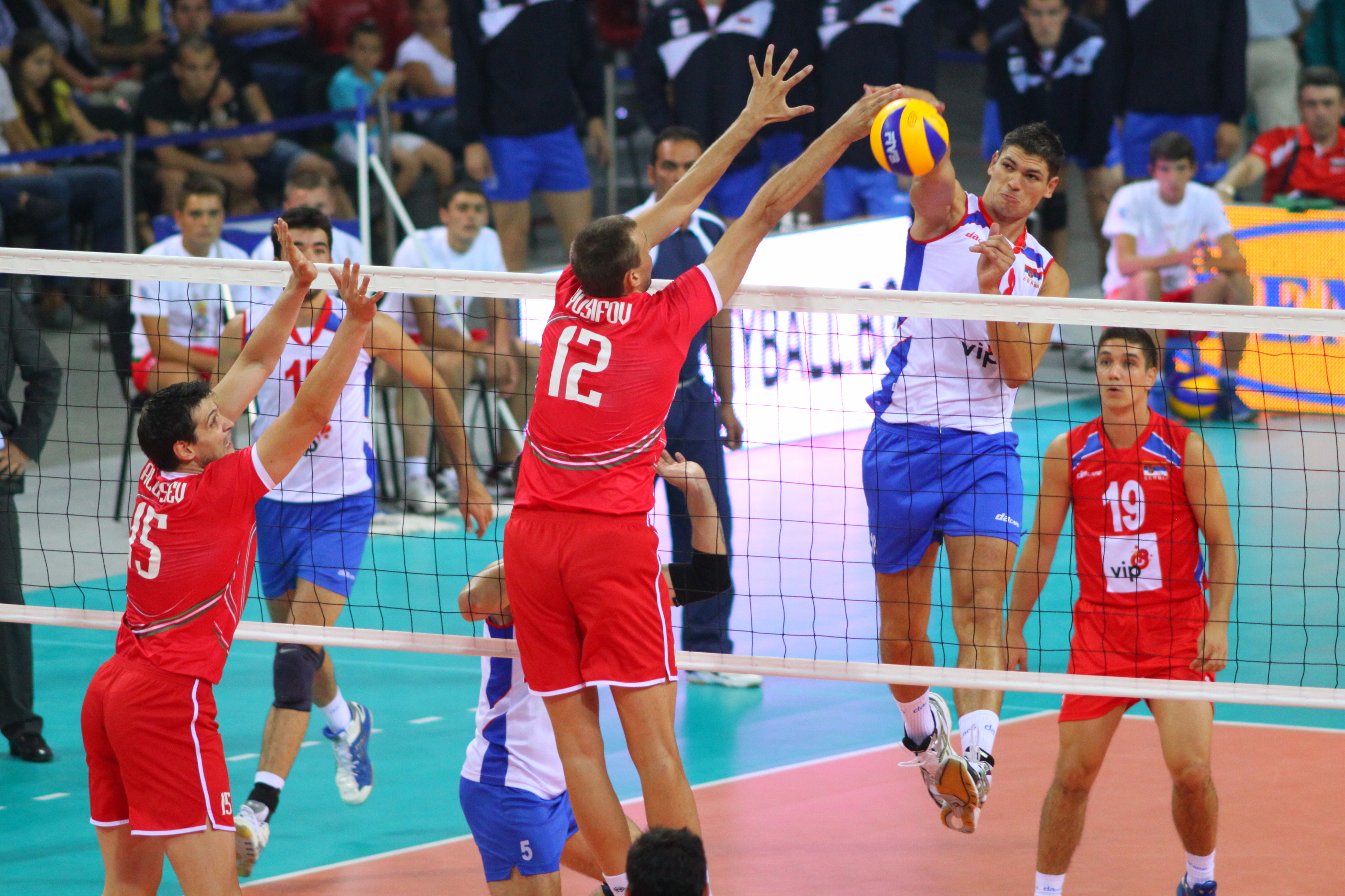
Férfi röplabda mérkőzés

1895. február 9-én a massachusettsi Holyoke városában egy testnevelési igazgató, William G. Morgan megalkotott egy új szabadidős játékot mintonette néven, felhasználva a tenisz és a kézilabda egyes elemeit is. Ezt főleg teremben lehetett játszani, korlátlan számú résztvevővel, és eredetileg a YMCA (Fiatal Férfiak Keresztény Egyesülete) korosabb, de mégis atletikus beállítottságú tagjainak tervezték a túlságosan is erőszakosnak tartott kosárlabda helyett (ami egyébként mindössze négy évvel korábban és 16 kilométerrel arrébb, a szomszédos Springfieldben alakult ki). A mintonette végül röplabda néven terjedt el, beltéri és szabadtéri változatban egyaránt.
A William G. Morgan által papírra vetett első szabályok a háló méretét 1,98 méterben (6 láb és 6 hüvelyk), a pálya méretét pedig 7,6×15,2 méterben (25×50 láb) határozták meg, a játékosok számát azonban nem korlátozták. A meccs kilenc labdamenetből állt, három nyitással mindkét oldalon, és mindkét csapat korlátlanul érinthette a labdát, mielőtt átütötte volna azt az ellenfél térfelére. Szervahiba esetén engedélyezett egy második próbálkozás, de ha a labda fennakadt a hálón, úgy az ellenfél kapott pontot – kivéve, ha ez az első szervapróbálkozásnál történt meg. A hölgyek – ujjaik védelmében – megfoghatták, majd visszadobhatták a labdát.
A springfieldi YMCA-ban játszott 1896-os bemutatómeccsen az egyik néző, bizonyos Alfred Halsteadet megihlette a játék „röpködő természete” – tőle ered a röplabda név.
Ezt követően a springfieldi YMCA kissé módosította a játék szabályait, majd elküldte azt a többi YMCA-nek is országszerte.
1947-ben alakult meg a Fédération Internationale de Volleyball (FIVB), a röplabdajátékokat szervező nemzetközi szövetség. 1949-ben bonyolították le az első férfi, majd 1952-ben az első női bajnokságot. 1964-ben bekerült az olimpiai játékok sportágai közé, aminek azóta is részét képezi.
A strandröplabda a kaliforniai Santa Monica tengerparti strandjairól indult világhódító útjára. A hobbisportból az 1950-es években vált szabályokkal rendelkező sport, amit az FIVB 1986-ban hitelesített. Nem sokkal ezután az 1996-os nyári olimpia programjába is bekerült.
1900-ig a labda nem speciálisan röplabdának készült, és a szabályok sem olyanok voltak, mint ahogy ma ismerjük. 1916-ig tartott az a folyamat, amelyben felfedezték a feladás és a lecsapás erejét, majd négy évvel ezután bevezették a három érintés szabályát, és az ütő-segédvonalat is felfestették. 1917-ben 21-ről 15-re csökkent a győzelmet jelentő pontmennyiség. Az amerikai expedíciós csapatok 1919-ben 16 000 röplabdát osztottak szét az alakulataik és a szövetségeseik között, ami nagyban hozzájárult a játék Egyesült Államokon kívüli elterjedéséhez.
Külföldön elsőként Kanada fogadta be a röplabdát, 1900-ban. Manapság a sport különös népszerűségnek örvend Brazíliában, egész Európában (ahol főként Olaszországnak, Hollandiának és Szerbiának vannak meghatározó csapatai az 1980-as évek vége óta), Oroszországban és számos ázsiai országban is. Az FIVB számításai szerint a világon minden hatodik ember érdekelt a terem- és/vagy strandröplabdában (játékosként vagy nézőként).

## A röplabdapálya

A pálya méretei

A forgás vázlata

A pálya mérete 9×18 méter. A pályát két részre osztja egy 9,5×1 méter méretű háló, amelynek a teteje férfiaknál 2,43, nőknél 2,24 méter magasan van. (Ez eltérő lehet a kezdők és a veterán játékosok mérkőzésein). A pályán a hálóval párhuzamosan, attól 3 méterre mindkét térfélen van egy vonal, a támadóvonal (hármas vonal).
Ha egy csapat elnyerte a szerválás jogát, akkor forgás következik. A csapat tagjai az óramutató járása szerinti irányban forognak. Amennyiben a forgás következtében egy adott pozícióba kedvezőtlen adottságú játékos kerül, azt lecserélhetik a liberóval, de akár más játékossal is. Cserélni azonban játszmánkét („szettenként”) csak hatszor lehet, ám ebbe a liberó cseréje nem számít bele.
A labda bőrből vagy műbőrből készül. Az FIVB szabályai szerint körmérete 65–67 cm, tömege 260–280 g, és a labda belsejében uralkodó nyomás 0,30–0,325 kg/cm².

## A játszma
Egy csapat hat kezdő játékosból, öt cserejátékosból és egy liberóból áll. Utóbbi – a nyitás kivételével – tetszés szerinti posztra cserélhető, de alapjában védekező specialista. Érmefeldobással választják ki, hogy melyik csapat kezd. Az adogató csapat játékosa a levegőbe dobja a labdát, és megpróbálja úgy megütni, hogy az ellenfél területén landoljon. Az ellenfél játékosai legfeljebb háromszor érinthetik a labdát, mielőtt visszajuttatják a másik oldalra (az érintésbe a sáncolás nem számít bele). A labdamenet ily módon a következő mozzanatok sorozatából áll: fogadás, feladás, ütés. A visszaütést az ellenfél felugró játékosai sáncolással (tenyérrel, karral) igyekeznek megakadályozni. A labda birtokában levő csapat a támadó fél. Így folytatódik a játék, amíg a labda le nem esik, el nem akad a hálóban, valaki nem hibázik vagy szabálytalankodik. A mérkőzés három nyert játszmáig tart. Egy játszma megnyeréséhez – legalább két pont különbséggel – 25 pontot kell szerezni. Ha a két pont különbség eddig nem alakul ki, akkor tovább folytatják. Amennyiben döntő, azaz ötödik játszmára is sor kerül, ott 15 pont is elég a győzelemhez.
Strandröplabdánál nagyjából hasonlóak a szabályok, de itt egy csapatot két játékos alkot, csere nincs. A játékot homokborítású pályán játsszák, mérete 8×16 m. A játszmánként elérendő pontszám itt 21, az esetleges harmadik (döntő) játszmában 15. A játszmák közben többször is van térfélcsere.

## Szabályok
- Nyitni csak az alapvonal mögül lehet, a nyitózónából, egy kézzel.
- Hárman az első zónában, hárman a hátsó zónában helyezkednek el.
- Ha egy csapat megszerezte a nyitás jogát, játékosai az óramutató járásával megegyezően egy hellyel elforognak.
- A nyitást a nyitóhelyre került játékos végzi.
- A labdamenet nyitással kezdődik.
- A csapat pontot szerez, ha sikeresen az ellenfél talajára juttatja a labdát, ha az ellenfél hibát követ el vagy az ellenfél büntetésben részesül.
- Minden csapatnak legfeljebb három labdaérintési joga van, a sáncérintést leszámítva.
- Egy játékos nem érhet egymás után kétszer a labdába.
- Amelyik csapat a labdamenetet nyerte, 1 pontot kap és újra nyithat. (Régen csak a nyitó csapat kapott pontot.)
- A játék mindig addig folyik, amíg valamelyik csapat nem hibázik.

### Hibák, szabálytalanságok
- Leesik a térfelükön a labda.
- A labda a külső vonalon kívül esik le.
- Nem sikerül áttenni a labdát, megakad a hálóban, és ennek következtében leesik. (A hálóhoz hozzáérés nélkül még menthető a helyzet)
- Szabálytalan érintést hajt végre (például „kettős-érintés vagy emelés")
- Valamelyik játékos hozzáér a hálóhoz vagy átlép alatta.

- A labda a pályán kívül vagy a támadó csapat térfelén ér talajt, a háló alatt megy át, vagy érinti a háló antennáit.
- A csapat háromnál többször érinti a labdát, vagy egy játékos kétszer egymás után.
- Túl sokáig érintkezik a játékos a labdával („tapad” a labda).
- A játékos hozzáér a háló szalagjához.
- Nem sikerül megérinteni a labdát, mielőtt az adott csapat térfelén leesik.
- A játékos átnyúl az ellenfél térfelére, kivéve sáncoláskor.
- A játékos bármelyik testrésze az ellenfél térfelére kerül, kivéve a kéz- és lábfejét.
- Adogatáskor egy játékos felugrik, vagy feltartja a karját a hálónál, hogy az ellenfél ne lássa a labdát.
- Nyolc másodpercnél tovább tart a szerválás.
- Az adogató játékos belép a pályára.
- Összeverekednek a játékosok, akár egy csapaton belül, akár az ellenféllel.
- Ha a játékos hozzá ér a hálóhoz.

Bármilyen hiba esetén a nem hibázó csapathoz kerül a nyitás joga.

### Pontozás
Ha a labda leesik valamelyik térfélen, az ellenfél pontot kap. Ha valamelyik csapat hibázik, vagy szabálytalanságot követ el, akkor a másik csapat kap pontot.